# Archipel Arctique
L'archipel Arctique (en anglais : Arctic Archipelago), parfois appelé archipel arctique canadien, est un archipel du Canada qui est situé à l'extrême nord de l'Amérique du Nord. D'une superficie d'environ 1 424 500 km2, l'archipel regroupe 36 563 îles et couvre une grande partie du Nord canadien, soit la majeure partie du Nunavut et une partie des territoires du Nord-Ouest.

## Géographie

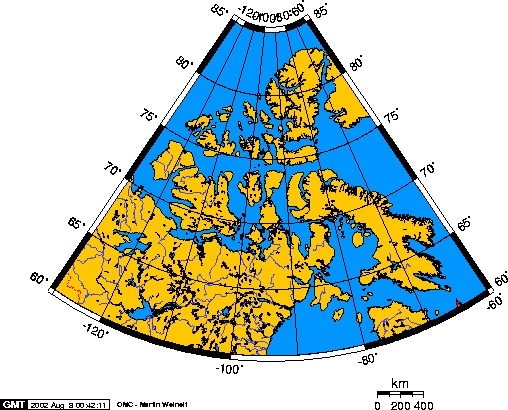
Carte de l'archipel Arctique en projection polaire

L'archipel s'étend sur environ 2 480 km d'est en ouest et plus de 2 430 km depuis l'extrémité méridionale de Resolution Island, au large de la pointe orientale de l'île de Baffin, jusqu'au cap Columbia, le point le plus au nord de l'île Ellesmere. Il est délimité au sud-ouest par les terres continentales canadiennes, à l'ouest par la mer de Beaufort, au nord-ouest par l'océan Arctique, au nord-nord-est par la mer de Lincoln, à l'est par la baie de Baffin et le détroit de Davis, au sud-est par le détroit d'Hudson (entre l'île de Baffin et la péninsule du Québec-Labrador) et au sud-sud-est par la baie d'Hudson. Les diverses îles sont séparées entre elles et du continent par une série de passages maritimes, détroits ou bras de mer, qui sont collectivement connus sous le nom de passage du Nord-Ouest. Deux grandes péninsules, Boothia et Melville, s'étendent de la terre continentale vers le nord et sont souvent géographiquement incluses dans l'archipel.
L'archipel est la plus grande zone terrestre du haut-arctique après le Groenland et est soumis à un climat arctique et une végétation de toundra sauf les zones montagneuses. La plupart des îles sont inhabitées, et les établissements humains sont extrêmement réduits et dispersés, la plupart d'entre eux étant des villages inuits côtiers situés les îles méridionales de l'archipel.
L'archipel est divisé entre le Nunavut et les territoires du Nord-Ouest ; le Nunavut comprend la plupart des îles, mais les parties de l'archipel situées au nord du 70e parallèle nord et à l'ouest du 110e méridien ouest appartiennent aux territoires du Nord-Ouest. Certaines îles sont divisées entre les deux territoires (notamment l'île Victoria, l'île Melville, l'île Mackenzie King et l'île Borden).

## Histoire
Les revendications britanniques sur ces îles étaient basées sur les explorations dans les années 1570 de Martin Frobisher. La souveraineté canadienne ne fut pas établie avant la création du district de Franklin en 1895, qui comprenait la quasi-totalité de l'archipel. Ce district fut dissous avec la création du Nunavut en 1999.

## Géologie et paléontologie
Les connaissances sur la géologie de cette région furent approfondies par les travaux du géologue canadien Raymond Thorsteinsson.
De nombreux fossiles ont été découverts dans cette région, comme le placoderme Romundina et le tétrapodomorphe Tiktaalik.

## Souveraineté

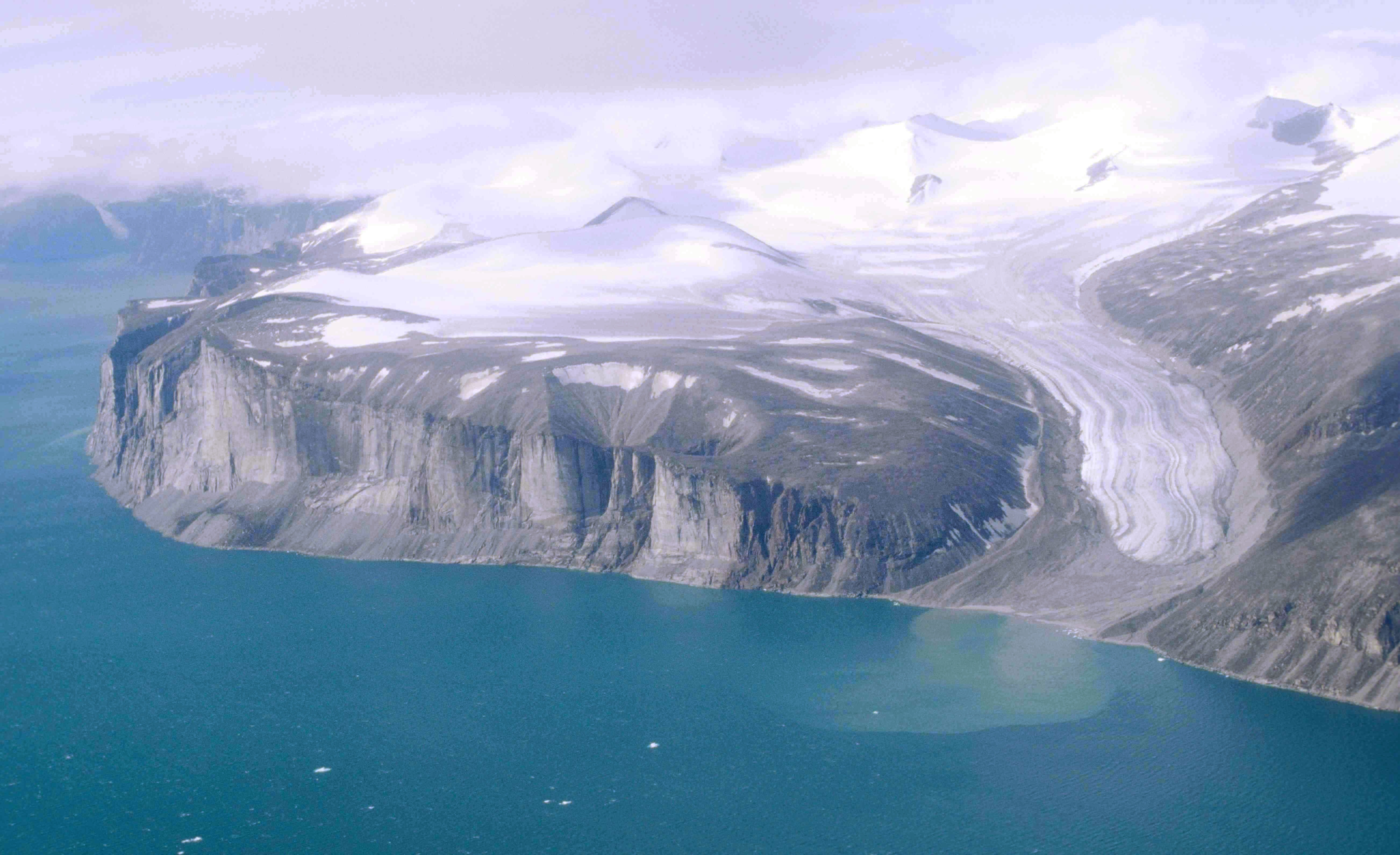
Langue d'un glacier de la péninsule Remote ; rive ouest du fjord Sam Ford à environ 15 km de son embouchure. Côte nord-est de l'île de Baffin au nord de la communauté de Clyde River, Nunavut, Canada, vue d'en haut (1000 m).

Le Canada revendique sa souveraineté sur un secteur se prolongeant jusqu'au pôle Nord, mais cela n’est pas universellement reconnu. Le Canada revendique tous les passages maritimes du Nord-Ouest entre les îles de l'archipel comme des eaux intérieures, mais les États-Unis et d'autres pays tels que la Chine, la Norvège ou le Danemark les voient comme des eaux internationales. Ces désaccords sur le statut des passages ont accru les préoccupations canadiennes dans les domaines de l'écologie, la sécurité nationale et la souveraineté générale dans cette zone. La présence du Canada dans l’Arctique n’est pas assez omniprésente selon ces États qui considèrent donc les eaux intérieures de l’archipel Arctique comme des eaux internationales.

Cette souveraineté du territoire arctique, ainsi que des eaux intérieures de l’archipel, est donc souvent remise en question à l’international. Le Canada s’est donc doté de plusieurs stratégies afin d’exprimer ses revendications.

Expéditions sporadiques pour la reconnaissance du territoire
La première patrouille canadienne servant à revendiquer le territoire a été effectuée en 1897 par William Wakeham. L’objectif de ce voyage était de renforcer le contrôle du Canada sur ses eaux. Durant ce voyage, le Canada a donc revendiqué Kekerton Harbor ainsi que tous les territoires avoisinants au nom du Canada.
Quelques années plus tard, en 1903, ce fut au tour du capitaine Albert P. Low de patrouiller le territoire arctique. Il s’arrêta à Fullerton Harbor, où il érigea un poste de contrôle. L’objectif était de démontrer la mainmise du Canada sur les eaux archipélagiques. L’année d’après, Low fit une nouvelle patrouille et se rendit à l’île Ellesemere  où il laissa un amas de pierres, un registre contenant les revendications canadiennes sur le territoire ainsi qu’un drapeau canadien afin de symboliser la souveraineté canadienne sur ce territoire. Dans la même année,  des postes de police ont été érigés sur l’île Herschel et Fort McPherson, ce qui consolida l’occupation canadienne.
D’autres expéditions on eut lieu au début des années 1900, notamment par Joseph-Elzéar Bernier. Chacune de ces expéditions avait comme objectif de laisser sur les îles quelques amas de pierres accompagnés de registres avec les revendications canadiennes afin d’établir la souveraineté canadienne. Également, le capitaine et son équipe se sont assurés de faire respecter les lois canadiennes aux pêcheurs sur le territoire. Ils érigent également une plaque à Winter Harbor, en 1909, qui expliquait que la Canada revendiquait la totalité des terres de l’Arctique grâce au principe de la théorie des secteurs.
Ces expéditions, et surtout les symboles laissés au cours de ces dernières, ont permis au Canada de démontrer son emprise sur le territoire en manifestant concrètement sa présence aux autres États.

Occupation du territoire
Une autre des stratégies utilisées par le gouvernement du Canada afin d’établir sa souveraineté a été de coloniser le territoire. En 1953, près de 100 Autochtones ont été déplacés dans le Nord (dans ce qu’on nomme aujourd’hui le Nunavut. Le Canada leur promettait une meilleure qualité de vie grâce à une meilleure éducation, de meilleurs logements et une faune abondante. Toutefois, en arrivant sur place, les Inuits se rendent très rapidement compte que c’étaient de fausses promesses.
La délocalisation des Inuits dans cet Extrême-Arctique résulte d’une stratégie communicationnelle où le Canada se servait de ces derniers en tant que drapeaux humains afin de visuellement démontrer aux autres pays que le territoire était occupé. En plus d’y installer des gens, on commence à construire des maisons, des postes de police, des bureaux de poste, etc. En occupant le territoire, les revendications du Canada sur l’Arctique n’étaient plus précaires. Toutefois, étant donné le large territoire, seule une petite partie était ainsi occupée. Également, l’enjeu des eaux intérieures du territoire arctique, principalement le passage du Nord-Ouest, menaçait la souveraineté du territoire.
Opérations militaires
En 2005, un sous-marin nucléaire américain emprunta le Passage du Nord-Ouest, une voie maritime sous juridiction canadienne sans l’accord du Canada. La couverture médiatique qui a suivi cet évènement remettait en question la  capacité de l’État à pouvoir protéger son territoire[2].  Cela a eu pour effet d’inquiéter la population canadienne et alimenter un sentiment nationaliste. Le gouvernement a donc dû agir rapidement en lançant un message fort. Afin de faire respecter la souveraineté du territoire ainsi que des eaux intérieures de l’Arctique, le gouvernement du Canada a décidé de démontrer sa puissance militaire.
Annuellement, le gouvernement organise des « exercices de souveraineté et de patrouille », aussi appelées Opérations Nanook, au cours desquelles un grand nombre de militaires canadiens vont s’entraîner aux côtés des Autochtones. Cette formation sert, entre autres, à préparer les militaires en cas de crise dans le Nord. Elle sert également à démontrer que l’Archipel Arctique est important pour le gouvernement du Canada et qu’il est prêt à protéger le territoire.  
Également, le Canada s’est doté d’une milice, appelée les Rangers canadiens, qui s’occupe de la protection du territoire. Les Rangers sont composés exclusivement d’habitants du Nord à qui on donne le mandat de surveiller et protéger le territoire au nom du gouvernement canadien. Ce sont eux qui, entre autres, signalent les activités suspectes au gouvernement.  Actuellement, il y a 5 000 Rangers canadiens en activité. Ces derniers vivent dans plus de 200 communautés. Ils sont bénévoles et rémunérés que lorsqu’ils ont une formation ou qu’ils doivent intervenir pendant une opération. Ils sont donc le cœur des opérations de protection de la souveraineté canadienne.
Mettre en place une milice et de former l’armée canadienne décourage  les autres pays qui souhaiteraient passer sur le territoire ou sur les eaux intérieures sans l’accord du Canada puisque ce dernier s’assurerait de lancer une défense militaire. Le gouvernement a donc voulu, en organisant une telle défense, passer un message à l’opinion publique afin de revendiquer son territoire.
En août 2008, le premier ministre canadien, Stephen Harper, annonce que tous les navires qui se rendent dans l'Arctique canadien devront le signaler à l'agence du Système de trafic de l'Arctique canadien de la Garde côtière canadienne.

## Îles

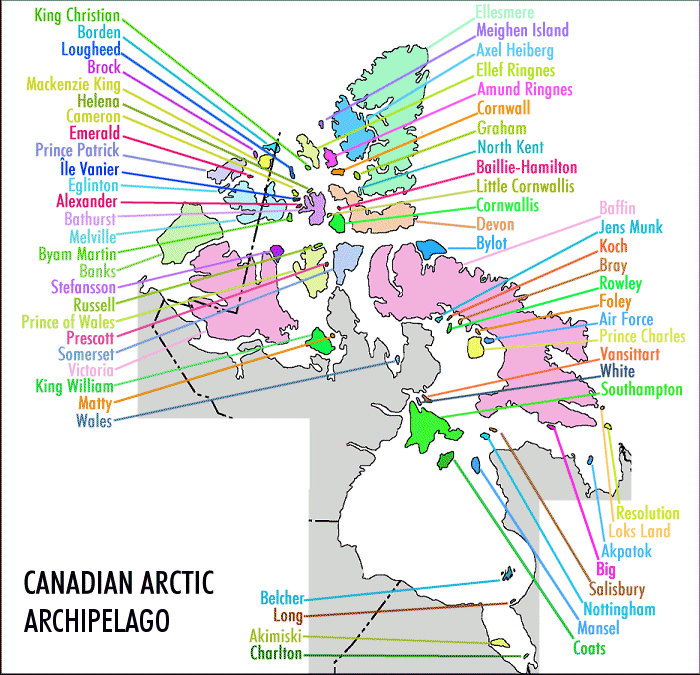
Carte de référence de l'archipel arctique canadien

L'archipel Arctique s'étend sur 1 407 770 km2 et comprend 36 560 îles. Parmi celles-ci, 91 ont une superficie supérieure à 130 km2, dont 3 des 10 plus grandes îles mondiales et 6 parmi les 30 plus grandes, totalisant 1 386 032 km2 (98,4 % du total). Les 36 469 restantes, d'une superficie inférieure à 130 km2, ne totalisent que 21 738 km2 (1,6 %).
Ce tableau suivant fait la liste les principales îles de l'archipel Arctique selon la superficie.
| Nom                             | Territoire                         | Superficie (km²) | Rang  | Rang   | Population (2006) | Coordonnées           |
| Nom                             | Territoire                         | Superficie (km²) | Monde | Canada | Population (2006) | Coordonnées           |
| ------------------------------- | ---------------------------------- | ---------------- | ----- | ------ | ----------------- | --------------------- |
| Île de Baffin                   | Nunavut                            | 507 451          | 5     | 1      | 10 745            | 70° 00′ N, 75° 00′ O  |
| Île Victoria                    | Territoires du Nord-Ouest, Nunavut | 217 291          | 9     | 2      | 1 875             | 71° 00′ N, 110° 00′ O |
| Île d'Ellesmere                 | Nunavut                            | 196 236          | 10    | 3      | 146               | 79° 50′ N, 80° 00′ O  |
| Île Banks                       | Territoires du Nord-Ouest          | 70 028           | 24    | 5      | 136               | 72° 45′ N, 121° 30′ O |
| Île Devon                       | Nunavut                            | 55 247           | 27    | 6      | 0                 | 75° 47′ N, 88° 00′ O  |
| Île Axel Heiberg                | Nunavut                            | 43 178           | 32    | 7      | 0                 | 79° 45′ N, 91° 00′ O  |
| Île Melville                    | Territoires du Nord-Ouest, Nunavut | 42 149           | 33    | 8      | 0                 | 75° 30′ N, 111° 30′ O |
| Île Southampton                 | Nunavut                            | 41 214           | 34    | 9      | 834               | 64° 20′ N, 84° 40′ O  |
| Île du Prince-de-Galles         | Nunavut                            | 33 339           | 40    | 10     | 0                 | 72° 40′ N, 99° 33′ O  |
| Île Somerset                    | Nunavut                            | 24 786           | 46    | 12     | 0                 | 73° 15′ N, 93° 30′ O  |
| Île Bathurst                    | Nunavut                            | 16 042           | 54    | 13     | 0                 | 75° 45′ N, 100° 00′ O |
| Île du Prince-Patrick           | Territoires du Nord-Ouest          | 15 848           | 55    | 14     | 0                 | 76° 45′ N, 119° 30′ O |
| Île du Roi-Guillaume            | Nunavut                            | 13 111           | 61    | 15     | 1064              | 69° 10′ N, 97° 25′ O  |
| Île Ellef Ringnes               | Nunavut                            | 11 295           | 69    | 16     | 0                 | 78° 30′ N, 103° 00′ O |
| Île Bylot                       | Nunavut                            | 11 067           | 72    | 17     | 0                 | 73° 13′ N, 78° 34′ O  |
| Île Prince-Charles              | Nunavut                            | 9 521            | 78    | 19     | 0                 | 67° 47′ N, 76° 12′ O  |
| Île Cornwallis                  | Nunavut                            | 6 995            | 95    | 21     | 214               | 75° 05′ N, 95° 00′ O  |
| Île Coats                       | Nunavut                            | 5 498            | 107   | 24     | 0                 | 62° 30′ N, 83° 00′ O  |
| Île Amund Ringnes               | Nunavut                            | 5 255            | 112   | 25     | 0                 | 78° 20′ N, 96° 25′ O  |
| Île Mackenzie King              | Territoires du Nord-Ouest, Nunavut | 5 048            | 115   | 26     | 0                 | 77° 45′ N, 112° 00′ O |
| Île Stefansson                  | Nunavut                            | 4 463            | 125   | 27     | 0                 | 73° 20′ N, 105° 45′ O |
| Île Mansel                      | Nunavut                            | 3 180            | 156   | 28     | 0                 | 62° 00′ N, 79° 50′ O  |
| Île Akimiski                    | Nunavut                            | 3 001            | 161   | 29     | 0                 | 53° 00′ N, 81° 20′ O  |
| Île Borden                      | Territoires du Nord-Ouest, Nunavut | 2 794            |       | 30     | 0                 | 78° 30′ N, 111° 30′ O |
| Île Cornwall                    | Nunavut                            | 2 358            |       | 32     | 0                 | 77° 37′ N, 94° 38′ O  |
| Île Richards                    | Territoires du Nord-Ouest          | 2 165            |       | 34     | 0                 | 69° 20′ N, 134° 30′ O |
| Île Air Force                   | Nunavut                            | 1 720            |       | 35     | 0                 | 67° 58′ N, 74° 05′ O  |
| Île Flaherty                    | Nunavut                            | 1 585            |       | 36     | 744               | 56° 14′ N, 79° 17′ O  |
| Île Eglinton                    | Territoires du Nord-Ouest          | 1 541            |       | 37     | 0                 | 75° 48′ N, 118° 30′ O |
| Île Graham                      | Nunavut                            | 1 378            |       | 38     | 0                 | 77° 25′ N, 90° 30′ O  |
| Île Nottingham                  | Nunavut                            | 1 372            |       | 40     | 0                 | 63° 20′ N, 77° 55′ O  |
| Île Lougheed                    | Nunavut                            | 1 308            |       | 41     | 0                 | 77° 26′ N, 105° 06′ O |
| Île Byam Martin                 | Nunavut                            | 1 150            |       | 42     | 0                 | 75° 12′ N, 104° 15′ O |
| Île Wales                       | Nunavut                            | 1 137            |       | 43     | 0                 | 68° 01′ N, 86° 40′ O  |
| Île Vanier                      | Nunavut                            | 1 126            |       | 44     | 0                 | 76° 10′ N, 103° 15′ O |
| Île Rowley                      | Nunavut                            | 1 090            |       | 45     | 0                 | 69° 06′ N, 78° 52′ O  |
| Île Cameron                     | Nunavut                            | 1 059            |       | 46     | 0                 | 76° 30′ N, 103° 50′ O |
| Resolution Island               | Nunavut                            | 1 015            |       | 47     | 0                 | 61° 30′ N, 65° 00′ O  |
| Île Vansittart                  | Nunavut                            | 997              |       | 48     | 0                 | 65° 50′ N, 84° 00′ O  |
| Île Meighen                     | Nunavut                            | 955              |       | 50     | 0                 | 79° 55′ N, 99° 30′ O  |
| Île Russell                     | Nunavut                            | 940              |       | 51     | 0                 | 74° 00′ N, 98° 25′ O  |
| Île Jens Munk                   | Nunavut                            | 920              |       | 52     | 0                 | 69° 39′ N, 80° 04′ O  |
| Île Akpatok                     | Nunavut                            | 903              |       | 53     | 0                 | 60° 25′ N, 68° 08′ O  |
| Île Salisbury                   | Nunavut                            | 804              |       | 55     | 0                 | 63° 30′ N, 77° 00′ O  |
| Île Big                         | Nunavut                            | 803              |       | 56     | 0                 | 62° 43′ N, 70° 43′ O  |
| Île White                       | Nunavut                            | 789              |       | 57     | 0                 | 65° 50′ N, 84° 50′ O  |
| Île Brock                       | Territoires du Nord-Ouest          | 764              |       | 58     | 0                 | 77° 52′ N, 114° 19′ O |
| Île Bray                        | Nunavut                            | 689              |       | 59     | 0                 | 69° 16′ N, 77° 00′ O  |
| Île King Christian              | Nunavut                            | 645              |       | 60     | 0                 | 77° 48′ N, 101° 40′ O |
| Île Foley                       | Nunavut                            | 637              |       | 61     | 0                 | 68° 32′ N, 75° 05′ O  |
| Île North Kent                  | Nunavut                            | 590              |       | 62     | 0                 | 76° 40′ N, 90° 08′ O  |
| Île Émeraude                    | Territoires du Nord-Ouest          | 549              |       | 63     | 0                 | 76° 48′ N, 114° 10′ O |
| Île Alexander                   | Nunavut                            | 484              |       | 66     | 0                 | 75° 52′ N, 102° 37′ O |
| Île Sillem                      | Nunavut                            | 482              |       | 67     | 0                 | 70° 56′ N, 71° 43′ O  |
| Île Matty                       | Nunavut                            | 477              |       | 68     | 0                 | 69° 29′ N, 95° 40′ O  |
| Île Koch                        | Nunavut                            | 458              |       | 69     | 0                 | 69° 38′ N, 78° 20′ O  |
| Île Massey                      | Nunavut                            | 432              |       | 71     | 0                 | 76° 00′ N, 103° 00′ O |
| Île Jenny Lind                  | Nunavut                            | 420              |       | 72     | 0                 | 68° 43′ N, 101° 58′ O |
| Île Loks Land                   | Nunavut                            | 419              |       | 74     | 0                 | 62° 26′ N, 64° 38′ O  |
| Petite Île Cornwallis           | Nunavut                            | 412              |       | 75     | 0                 | 75° 30′ N, 96° 30′ O  |
| Île Prescott                    | Nunavut                            | 412              |       | 75     | 0                 | 73° 03′ N, 96° 50′ O  |
| Île du Prince-Héritier-Frederik | Nunavut                            | 401              |       | 77     | 0                 | 70° 02′ N, 86° 50′ O  |
| Île Melbourne                   | Nunavut                            | 381              |       | 79     | 0                 | 68° 30′ N, 104° 45′ O |
| Île Tukarak                     | Nunavut                            | 349              |       | 82     | 0                 | 56° 16′ N, 78° 45′ O  |
| Île Coburg                      | Nunavut                            | 344              |       | 83     | 0                 | 75° 57′ N, 89° 26′ O  |
| Île Helena                      | Nunavut                            | 326              |       | 85     | 0                 | 76° 39′ N, 101° 04′ O |
| Île Kugong                      | Nunavut                            | 321              |       | 86     | 0                 | 56° 18′ N, 79° 50′ O  |
| Île Stor                        | Nunavut                            | 313              |       | 87     | 0                 | 78° 59′ N, 85° 50′ O  |
| Île Charlton                    | Nunavut                            | 308              |       | 88     | 0                 | 52° 00′ N, 79° 30′ O  |
| Île Tennent                     | Nunavut                            | 308              |       | 88     | 0                 | 69° 30′ N, 96° 30′ O  |
| Île Baillie Hamilton            | Nunavut                            | 290              |       | 91     | 0                 | 75° 52′ N, 94° 35′ O  |
| Île Edgell                      | Nunavut                            | 287              |       | 92     | 0                 | 61° 50′ N, 65° 00′ O  |
| Île Brevoort                    | Nunavut                            | 271              |       | 96     | 0                 | 63° 30′ N, 64° 20′ O  |
| Île Adams                       | Nunavut                            | 267              |       | 99     | 0                 | 71° 27′ N, 73° 05′ O  |
| Île Charles                     | Nunavut                            | 235              |       | 103    | 0                 | 62° 39′ N, 74° 15′ O  |
| Île Moodie                      | Nunavut                            | 233              |       | 104    | 0                 | 64° 37′ N, 65° 30′ O  |
| Île Gateshead                   | Nunavut                            | 220              |       | 106    | 0                 | 70° 36′ N, 100° 26′ O |
| Île Griffith                    | Nunavut                            | 189              |       | 110    | 0                 | 74° 35′ N, 95° 30′ O  |
| Île Mill                        | Nunavut                            | 181              |       | 114    | 0                 | 64° 00′ N, 77° 48′ O  |
| Île Admiralty                   | Nunavut                            | 171              |       | 118    | 0                 | 69° 28′ N, 101° 10′ O |
| Île Longue                      | Nunavut                            | 168              |       | 121    | 0                 | 54° 52′ N, 79° 25′ O  |
| Île Hoved                       | Nunavut                            | 158              |       | 125    | 0                 | 77° 32′ N, 85° 09′ O  |
| Île South Tweedsmuir            | Nunavut                            | 158              |       | 125    | 0                 | 68° 23′ N, 74° 15′ O  |
| Île North Twin                  | Nunavut                            | 157              |       | 127    | 0                 | 53° 18′ N, 80° 00′ O  |
| Île Padloping                   | Nunavut                            | 150              |       | 128    | 0                 | 67° 06′ N, 62° 38′ O  |
| Île Lowther                     | Nunavut                            | 145              |       | 133    | 0                 | 74° 33′ N, 97° 30′ O  |
| Île Pandora                     | Nunavut                            | 142              |       | 134    | 0                 | 72° 48′ N, 96° 48′ O  |
| Île Buckingham                  | Nunavut                            | 137              |       | 137    | 0                 | 77° 12′ N, 91° 00′ O  |
| Île Dexterity                   | Nunavut                            | 135              |       | 139    | 0                 | 71° 36′ N, 72° 50′ O  |
| Île Angijak                     | Nunavut                            | 134              |       | 142    | 0                 | 65° 40′ N, 62° 18′ O  |
| Île Smith                       | Nunavut                            | 131              |       | 145    | 0                 | 60° 45′ N, 78° 25′ O  |